# Čakanec
Čakanec – wieś w Chorwacji, w żupanii zagrzebskiej, w gminie Kravarsko. W 2011 roku liczyła 68 mieszkańców.